# 学研の図鑑LIVE
『学研の図鑑LIVE』（がっけんのずかんライブ）は、学研プラスから発売されている図鑑シリーズ。
「ニューワイド」や「ジュニア図鑑」といった学研の従来の図鑑シリーズを超える、全く新しいタイプのビジュアル図鑑として、2014年6月20日に創刊された。
アプリ連動によるARの3DCG体験や、英国放送協会（BBC）のドキュメンタリー映像のDVD付録、実物大写真の掲載、ポータルサイト「学研の図鑑くらぶ」登録による全国の水族館・動物園等の割引などを特長としている。

## 刊行ラインナップ
- 刊行順。「DVD」の欄は付録DVDの収録時間を表す（時間の記載がない場合は「○」）。
新版が刊行されているものは黄色、新版は赤色で示す。

| タイトル                 | DVD   | 発売日         | ISBN                   | 備考              |
| ------------------------ | ----- | -------------- | ---------------------- | ----------------- |
| 昆虫                     | 50分  | 2014年6月20日  | ISBN 978-4-05-203861-7 | 2022年に新版      |
| 動物                     | 50分  | 2014年6月20日  | ISBN 978-4-05-203883-9 | 2024年に新版      |
| 恐竜                     | 50分  | 2014年6月20日  | ISBN 978-4-05-203966-9 | 2022年に新版      |
| 宇宙                     | 50分  | 2014年9月18日  | ISBN 978-4-05-203924-9 | 2025年に新版      |
| 鳥                       | 50分  | 2014年12月4日  | ISBN 978-4-05-203923-2 |                   |
| 植物                     | 59分  | 2015年4月23日  | ISBN 978-4-05-203973-7 |                   |
| 魚                       | 50分  | 2015年7月1日   | ISBN 978-4-05-204016-0 | 2023年に新版      |
| 危険生物                 | 50分  | 2015年7月21日  | ISBN 978-4-05-204214-0 | 2022年に新版      |
| 人体                     | 50分  | 2015年9月15日  | ISBN 978-4-05-204086-3 | 2023年に新版      |
| 水の生き物               | 48分  | 2016年6月30日  | ISBN 978-4-05-204327-7 |                   |
| 爬虫類 両生類            | 50分  | 2016年6月30日  | ISBN 978-4-05-204328-4 |                   |
| 地球                     | 47分  | 2016年9月15日  | ISBN 978-4-05-204427-4 | 2024年に新版      |
| 鉄道                     | 50分  | 2016年12月6日  | ISBN 978-4-05-204387-1 | 2023年に新版      |
| 古生物                   | 100分 | 2017年6月29日  | ISBN 978-4-05-204576-9 |                   |
| 深海生物                 | 50分  | 2017年6月29日  | ISBN 978-4-05-204583-7 |                   |
| 星・星座                 | 45分  | 2017年11月28日 | ISBN 978-4-05-204702-2 | 2023年に新版      |
| 外来生物                 | 30分  | 2018年6月28日  | ISBN 978-4-05-204830-2 | 学研の図鑑LIVEeco |
| 異常気象 天気のしくみ    | 50分  | 2018年6月28日  | ISBN 978-4-05-204794-7 | 学研の図鑑LIVEeco |
| 乗りもの                 | 67分  | 2018年12月13日 | ISBN 978-4-05-204852-4 |                   |
| 食べもの                 | 40分  | 2019年4月18日  | ISBN 978-4-05-204905-7 | 学研の図鑑LIVEeco |
| カブトムシ・クワガタムシ | 45分  | 2019年6月13日  | ISBN 978-4-05-204896-8 |                   |
| ジャングルの生き物       | 100分 | 2019年6月13日  | ISBN 978-4-05-204907-1 |                   |
| イヌ・ネコ・ペット       | 100分 | 2019年12月5日  | ISBN 978-4-05-205028-2 |                   |
| 生き物サバイバル         | 100分 | 2020年7月9日   | ISBN 978-4-05-205177-7 |                   |
| 鉱物・岩石・化石         | 30分  | 2020年11月19日 | ISBN 978-4-05-205114-2 |                   |
| もののしくみ             | 70分  | 2021年6月24日  | ISBN 978-4-05-205300-9 |                   |
| 世界の昆虫               | 50分  | 2021年6月24日  | ISBN 978-4-05-205323-8 |                   |
| 昆虫 新版                | ○     | 2022年6月23日  | ISBN 978-4-05-205176-0 |                   |
| 恐竜 新版                | ○     | 2022年6月23日  | ISBN 978-4-05-205184-5 |                   |
| 危険生物 新版            | ○     | 2022年6月23日  | ISBN 978-4-05-205178-4 |                   |
| 魚 新版                  | ○     | 2023年6月15日  | ISBN 978-4-05-205528-7 |                   |
| 星と星座 新版            | ○     | 2023年6月15日  | ISBN 978-4-05-205527-0 |                   |
| 鉄道 新版                | ○     | 2023年6月15日  | ISBN 978-4-05-205529-4 |                   |
| 人体 新版                | ○     | 2023年11月16日 | ISBN 978-4-05-205699-4 |                   |
| 動物 新版                | ○     | 2024年6月27日  | ISBN 978-4-05-205700-7 |                   |
| 地球 新版                | ○     | 2024年11月28日 | ISBN 978-4-05-205844-8 |                   |
| 宇宙 新版                | ○     | 2025年7月10日  | ISBN 978-4-05-205847-9 |                   |

他に関連シリーズとして、「学研の図鑑LIVEポケット」「学研のクイズ図鑑」「学研の図鑑LIVEスペシャル」「学研の図鑑LIVE petit」「LIVEビジュアルクイズ図鑑」「学研の図鑑LIVEどうぶつブック」「図鑑漢字ドリル」がある。

## コラボ商品
2022年にはカバヤ食品とのコラボレーション商品として「図鑑LIVEグミ ドリンク」というグミや「図鑑LIVEラムネ」が発売された。
2024年4月23日にはクリートとのコラボレーション商品として「学研の図鑑LIVE恐竜グミ」が発売され、7月23日には第2弾として「学研の図鑑LIVE昆虫グミ」が発売された。
2024年8月5日には永谷園とのコラボレーション商品として「学研の図鑑LIVE 恐竜ふりかけ」が発売された。
2024年11月28日には有隣堂で即売会を行った。特典として、編集長と有隣堂しか知らない世界のMCである「R.B.ブッコロー」がシールを作り、直筆のサインとシリアルナンバーを記入した。午後8時から、YouTubeLiveにて行ったが、35秒で500冊が完売した。